# Інгрід Варгас Кальво
Інгрід Варгас Кальво (ісп. Ingrid Várgas Calvo; нар. 27 грудня 1989) — колишня перуанська тенісистка.
Найвищу одиночну позицію світового рейтингу — 487 місце досягла 6 липня 2009, парну — 671 місце — 11 червня 2012 року.
Здобула 2 парні титули туру ITF.

## Фінали ITF

### Одиночний розряд (0–1)
| Легенда         |
| --------------- |
| турніри $50,000 |
| турніри $25,000 |
| турніри $15,000 |
| турніри $10,000 |

| Фінали за покриттям |
| ------------------- |
| Тверде (0–0)        |
| Ґрунт (0–1)         |
| Трава (0–0)         |
| Килим (0–0)         |

| Результат | Ранг | Дата         | Турнір           | Покриття | Суперниця           | Рахунок  |
| --------- | ---- | ------------ | ---------------- | -------- | ------------------- | -------- |
| Поразка   | 1.   | 9 липня 2007 | Богота, Колумбія | Ґрунт    | Вікі Нуньєс Фуентес | 5–7, 2–6 |

### Парний розряд (2–1)
| Легенда         |
| --------------- |
| турніри $50,000 |
| турніри $25,000 |
| турніри $15,000 |
| турніри $10,000 |

| Фінали за покриттям |
| ------------------- |
| Тверде (1–1)        |
| Ґрунт (1–0)         |
| Трава (0–0)         |
| Килим (0–0)         |

| Результат | Ранг | Дата           | Турнір                         | Покриття | Партнерка             | Суперниці                                 | Рахунок          |
| --------- | ---- | -------------- | ------------------------------ | -------- | --------------------- | ----------------------------------------- | ---------------- |
| Перемога  | 1.   | 20 червня 2011 | Сакатекас (Сакатекас), Мексика | Тверде   | Ана Паула де ла Пенья | Вітні Джонс Гіларі Тул                    | 3–6, 7–5, 6–4    |
| Перемога  | 2.   | 16 квітня 2012 | Арекіпа, Перу                  | Ґрунт    | Ерін Кларк            | Патрісія Ку Флорес Катеріне Міранда Чанґ  | 7–6(7–2), 7–5    |
| Поразка   | 1.   | 15 жовтня 2012 | Мехіко, Мексика                | Тверде   | Ковадонґа Мурадас     | Беатріс Ріос Паула Каталіна Роблес Ґарсія | 6–1, 2–6, [3–10] |

## Участь у Кубку Федерації

### Одиночний розряд
| Розіграш                                    | Стадія | Дата           | Місце                                   | Супротивник | Покриття | Суперниця                  | W/L | Рахунок  |
| ------------------------------------------- | ------ | -------------- | --------------------------------------- | ----------- | -------- | -------------------------- | --- | -------- |
| Кубок Федерації 2009 Americas Zone Group II | R/R    | 24 квітня 2009 | Санто-Домінго, Домініканська Республіка | Чилі        | Тверде   | Меліса Міранда             | L   | 2–6, 4–6 |
| Кубок Федерації 2009 Americas Zone Group II | R/R    | 25 квітня 2009 | Санто-Домінго, Домініканська Республіка | Панама      | Тверде   | Анабель Еспіноса де Гілтон | W   | 6–3, 7–5 |